# Хендрикс, Рамон
Рамон Хендрикс (нидерл. Ramon Hendriks; род. 18 июля 2001, Нидерланды) — нидерландский футболист, защитник немецкого клуба «Штутгарт».

## Клубная карьера
Хендрикс — воспитанник клубов АСВХ, «Дордрехт» и «Фейеноорд». В начале 2021 года Рамон для получения игровой практики на правах аренды перешёл в НАК Бреда. 18 января в матче против дублёров ПСВ он дебютировал в Эрестедивизи. После окончания аренды Хендрикс вернулся в «Фейеноорд». 15 августа он дебютировал за основной состав в Эредивизи. В 2022 году Рамон помог клубу выйти в финал Лиги конференций. Летом того же года Хендрикс был арендован клубом «Утрехт».
31 августа 2023 года перешёл на правах аренды в «Витесс».
26 июня 2024 года подписал четырёхлетний контракт с немецким «Штутгартом».

## Международная карьера
В 2018 году в составе юношеской сборной Нидерландов Хендрикс выиграл юношеский чемпионат Европы в Англии. На турнире он сыграл в матчах против команд Германии, Сербии, Англии, Ирландии и Италии.

## Достижения
«Штутгарт»
- Обладатель Кубка Германии: 2024/25

Международные
Нидерланды (до 17)
- Юношеский чемпионат Европы — 2018